# Лютер, Роберт Томас
Роберт Томас Дитрих Лютер (нем. Robert Thomas Dietrich Luther; 21 декабря 1867 (2 января 1868), Москва — 17 апреля 1945, Дрезден) — немецкий химик, профессор Технического университета Ганновера.

## Биография
До 1874 года Роберт Лютер учился исключительно дома; затем он посещал как немецкую, так и русскую гимназии в Москве — получил аттестат зрелости в 1885 году. До 1889 года Лютер изучал химию в Дерптском университете, а затем — взял дополнительный семестр математики. В 1889 году он перешел в химическую лабораторию при Технологическом институте в Санкт-Петербурге и стал помощником Фридриха Бейлштейна. Из-за болезни Лютер был вынужден отказаться от этой должности уже в 1891 году; до 1894 года он продолжил изучать химию в Лейпцигском университете.
В апреле 1896 года Лютер стал кандидатом наук, а затем — ассистентом Вильгельма Оствальда. 20 июня 1899 года Роберт Лютер стал доктором химических наук, после чего получил позицию приват-доцента. 1 апреля 1904 года он стал экстраординарным профессором физической химии. В 1906 году Лютер стал директором департамента фотохимии Лейпцигского университета, а в 1907 году — полным профессором в Техническом университете Ганновера. В том же году Саксонская академия наук приняла его в свои члены. 11 ноября 1933 года Роберт Лютер был среди более 900 ученых и преподавателей немецких университетов и вузов, подписавших «Заявление профессоров о поддержке Адольфа Гитлера и национал-социалистического государства».

## Работы
- Hand- und Hülfsbuch zur Ausführung Physiko-Chemischer Messungen. 2. Auflage. Leipzig 1902 (mit Wilhelm Ostwald, fortgeführt von K. Drucker).